# Wiesław Balcerak
Wiesław Stefan Balcerak (ur. 16 sierpnia 1934 w Bytoniu) – polski historyk, profesor nauk humanistycznych (1991). Założyciel i pierwszy rektor Mazowieckiej Wyższej Szkoły Humanistyczno-Pedagogicznej w Łowiczu, dyrektor Instytutu Krajów Socjalistycznych PAN w latach 1981–1984.

## Życiorys
Pochodzi z Bytonia. Po ukończeniu w 1956 studiów historycznych na Uniwersytecie Warszawskim był przed 40 lat zatrudniony w Instytucie Historii Polskiej Akademii Nauk.
W czasach PRL-u członek PZPR, członek Rady Krajowej PRON w 1983.
Był wieloletnim działaczem Stronnictwa Demokratycznego, od 1976 stał na czele Centralnego Zespołu Prelegentów SD. Zakładał Towarzystwo Polsko-Austriackie, którego był wieloletnim prezesem.
Na początku lat 90. założył Mazowiecką Wyższą Szkołę Humanistyczno-Pedagogiczną w Łowiczu, której został rektorem. Zajmuje się naukowo historią Europy Środkowo-Wschodniej, historią powszechną i Polski XX wieku.
Od 2002 jest prezesem Mazowieckiego Ośrodka Badań Naukowych im. Stanisława Herbsta. Stoi również na czele Stowarzyszenia Miłośników Ziemi Łowickiej. W 2001 został honorowym obywatelem Łowicza.
W 2007 został odznaczony Krzyżem Kawalerskim I Klasy Odznaki Honorowej za Zasługi dla Republiki Austrii.

## Wybrane publikacje
- Polityka zagraniczna Polski w dobie Locarna, Instytut Historii Polskiej Akademii Nauk, Zakład Narodowy im. Ossolińskich Wydawnictwo PAN, Wrocław 1967.
- Dzieje Ligi Narodów, Państwowe Zakłady Wydawnictw Szkolnych, Warszawa 1969.
- Powstanie państw narodowych w Europie Środkowo-Wschodniej, Państwowe Wydawnictwo Naukowe, Warszawa 1974
- Kryptonim „Żegota”: z dziejów pomocy Żydom w Polsce 1939–1945, Wydanie 2 popr. i rozsz., „Czytelnik”, Warszawa 1983
- British Empire. Na drodze do drugiej wojny światowej 1919–1939, Warszawa 2020 (ISBN 978-83-66-01863-1)